# Industrieverband Körperpflege- und Waschmittel

Logo

Der Industrieverband Körperpflege- und Waschmittel e. V. ist ein deutscher Interessenverband mit Sitz in Frankfurt am Main, der Hersteller und Vertreiber von Körperpflegemitteln, Wasch-, Putz- und Reinigungsmitteln vertritt. Der Verband wurde 1968 gegründet.  

## Bereiche
Wegen der Produktbreite und der unterschiedlichen Anforderungen an die Betreuung der Produkte definiert der IKW die Kompetenzbereiche Schönheitspflege und Haushaltspflege. Die Schönheitspflege steht für Kosmetik und damit im weiteren Sinne für Gesundheit und Wohlbefinden. Beispiele für Produkte dieses Bereiches sind Hautcreme, Sonnenschutzmittel, Haarshampoo, Seife, Duschgel, Rasierwasser, Parfüm, Make-up, Lippenstift sowie Zahncreme.
Die Haushaltspflege steht für Tätigkeiten wie Waschen, Spülen und Reinigen. Repräsentative Produkte sind Waschpulver, Weichspüler, Geschirrspülmittel, Haushaltsreiniger, Scheuermittel, WC-Reiniger, Glasreiniger, Möbelpolitur, Lederpflege, Teppichreiniger und Autopflegemittel.

## Mitglieder
Von den etwa 430 Mitgliedern sind ca. 300 Hersteller von Körperpflegemitteln (Schönheitspflege) und mehr als 100 Hersteller von Wasch- und Reinigungsmitteln (Haushaltspflege). Eine geringe Anzahl Unternehmen stellt Produkte beider Bereiche her. Mehr als 85 Prozent der Mitgliedsfirmen sind kleine und mittelständische Unternehmen. Die vom IKW vertretenen Firmen beschäftigen insgesamt mehr als 50.000 Arbeitnehmer und decken mit ihren Produkten ca. 95 Prozent des deutschen Marktes ab. Die Branche macht einen Umsatz von über 18 Milliarden Euro im Jahr. 
Der IKW ist bei wissenschaftlichen, regulatorischen und wirtschaftlichen Themen Ansprechpartner für Mitgliedsfirmen, Ministerien, Behörden, Verbraucher, Institutionen und Verbände sowie für die Medien. Auf europäischer Ebene arbeitet der IKW eng mit den Verbänden 
International Association for Soaps, Detergents and Maintenance Products (AISE) und Cosmetics Europe sowie politischen Gremien zusammen. Vorsitzender ist Georg Held.

## Dialog Kosmetik
Der Dialog Kosmetik ist eine themen- und ergebnisoffene Plattform zum regelmäßigen, kritischen Dialog. Verschiedene gesellschaftliche Gruppen diskutieren über Positionen und Haltungen zu gesellschaftlich bedeutsamen Aspekten aus dem Umfeld der Kosmetik und Körperpflege. 
In Abhängigkeit von der jeweiligen Thematik nehmen 25 bis 50 Akteure verschiedenen Bereichen teil: Behörden, Hochschulen, Gewerkschaften, Industrie, Kirchen, Ministerien, Nichtregierungsorganisationen (NGO), Umweltorganisationen und Verbraucherverbände. Die beteiligten Institutionen und Personen sind nicht festgelegt und der Kreis ist nicht geschlossen.
Neben dem kritischen Dialog, entwickelt und vermittelt der Dialog Kosmetik praxistaugliche Tipps für Verbraucher, mit dem Ziel eines nachhaltigen und gesundheitsverträglichen Umgangs mit kosmetischen Produkten. Fundierte wissenschaftliche Expertisen und Analysen des Verbraucherverhaltens bilden die Basis hierfür. Das Ergebnis ist ein von den Dialog-Partnern gemeinsam getragener Beitrag zur öffentlichen Meinungsbildung.

## Forum Waschen
Das Forum Waschen ist eine Dialogplattform zu Nachhaltigkeit in den Bereichen Waschen, Abwaschen und Reinigen im Haushalt. Mit dem Ziel, das Verhalten von Verbrauchern und Industrie in Richtung nachhaltigen Konsumierens und Produzierens zu verändern, liefert das Forum Waschen Beiträge zur öffentlichen Meinungsbildung und zur individuellen und gesellschaftlichen Verhaltensorientierung. Fachleute von Behörden, Bundesministerien, Hersteller von Wasch- und Reinigungsmitteln und Haushaltsgeräten, Hochschulen, Umwelt- und Verbraucherverbänden bearbeiten die verschiedenen Themen. Seit 2004 organisiert das Forum Waschen jährlich im Mai den „Aktionstag Nachhaltiges (Ab-)Waschen“. 
Das Forum wurde 2011, 2012 und 2015 für seine Aktivitäten von der Werkstatt N ausgezeichnet. Werkstatt N ist ein Qualitätssiegel des Rates für Nachhaltige Entwicklung (RNE).  
Die Jury des Nationalkomitees der UN-Dekade „Bildung für nachhaltige Entwicklung“ hat das Forum Waschen und den Aktionstag Nachhaltiges (Ab-) Waschen als „Offizielles Projekt der Weltdekade“ für den Zeitraum von 2013 bis 2014 aufgenommen.
Die vom Forum Waschen initiierte Plattform „waschtipps.de“ richtet sich besonders an Menschen, die erstmals einen eigenen Haushalt führen und nach praxistauglichen Tipps suchen.

## haut.de
Der IKW ist ein Kooperationspartner des seit mehr als 10 Jahren bestehenden Internetportals www.haut.de. Das werbefreie und herstellerneutrale Portal informiert zu den Themen Haut, Körperpflege und Kosmetik und wird von allen Kooperationspartnern gemeinsam finanziert.
Zu den behandelten Themen gehören der Aufbau von Haut, Haaren sowie Zähnen, die Zusammensetzung von Körperpflegeprodukten, ihre Funktionen und Inhaltsstoffe. So bietet das Portal eine Datenbank zu Inhaltsstoffen kosmetischer Mittel an (INCI-Service und INCI-App).
Themen wie Allergien, Unverträglichkeiten, Hautalterung, Ernährung, Anti-Aging sowie Sonnenschutz werden mit aktuellen Beiträgen und Hintergrundinformationen zur Schönheitspflege aufgegriffen. Eine App zum Thema Sonnenschutz unterstützt den Verbraucher bei der Auswahl des richtigen Sonnenschutzmittels. Daneben werden auch Themen wie Konservierungsstoffe, Mikroplastik, Allergierisiken oder die Sicherheit von Kosmetikprodukten behandelt.
Die Kooperationspartner von haut.de sind: 
- Arbeitsgemeinschaft ästhetische Dermatologie und Kosmetologie e. V. (ADK)
- Berufsverband der Kinder- und Jugendärzte e. V. (BVKJ)
- Bundesverband Pharmazeutisch-technischer AssistentInnen e. V. (BVpta)
- Bundesverband Deutscher Kosmetiker/innen e. V. (BDK)
- Bundesverband Parfümerien e. V. (BVPKW)
- Deutscher Allergie- und Asthmabund e. V. (DAAB)
- DHB Netzwerk Haushalt Berufsverband der Haushaltsführenden e. V. (DHB)
- Kinderumwelt gemeinnützige GmbH der Deutschen Akademie für Kinder- und Jugendmedizin e. V. (www.allum.de)
- Kompetenzpartner Schönheitspflege im IKW (IKW)
- Verbraucher Initiative e. V.

## Jugendstudie 2016
Am 17. Februar 2016 veröffentlichte der Industrieverband Körperpflege- und  Waschmittel e. V. (IKW) die Jugend-Studie „Jugend ungeschminkt - Selbstbild und Selbstwert von Jugendlichen“ Das Marktforschungsinstitut rheingold salon hatte im Auftrag des IKW die Entwicklung des Selbstwertgefühls von Jugendlichen und jungen Erwachsenen untersucht. An der nach eigenen Angaben neutralen und produktunabhängigen Befragung nahmen insgesamt 511 Mädchen und 501 Jungen aus mehreren deutschen Großstädten im Alter von 14 bis 21 Jahren teil.